# Pumas CU
El equipo de la Universidad de México (de allí el anagrama "UM" del casco), llamado en la actualidad Pumas CU, son el equipo representativo de fútbol americano del campus Ciudad Universitaria (CU) de la Universidad Nacional Autónoma de México (UNAM). Sus antecedentes se remontan a fines de los años veinte del siglo pasado, cuando el primer equipo de fútbol americano estudiantil de la UNAM (Osos UNAM, posteriormente Pumas UNAM) participó en los campeonatos nacionales amateur de liga mayor o primera fuerza desde 1931 hasta la reestructuración deportiva de la UNAM en 1969. Durante el periodo de 1970 a 1997, el equipo fue dividido en tres: Cóndores, Águilas Reales y Guerreros Aztecas, de modo que Pumas fue solamente reunido como selección institucional para jugar un único partido anual en contra la selección del Instituto Politécnico Nacional. En 1998, los equipos de Cóndores, Águilas Reales y Guerreros Aztecas se reunifican como un solo equipo, bajo el nombre de Pumas CU, mientras que el otro equipo universitario, el de los Osos de la ENEP Acatlán, cambia su nombre a Pumas Acatlán, reduciéndose de 4 a solo dos representativos para la competencia por el título nacional de la ONEFA. 
Los Pumas CU son uno de los equipos con mayor número de seguidores y con mayor número de campeonatos nacionales, sin contar aquellos que ganó la Universidad con la escuadra de Cóndores, o previamente con el equipo de Osos/Pumas UNAM. Uno de los puntos claves que han hecho legendario a este equipo ha sido su eterna rivalidad con dos equipos de alto perfil histórico y mucho renombre a nivel nacional, los Burros Blancos y las Águilas Blancas, ambas escuadras del Instituto Politécnico Nacional. 
Los colores oficiales del equipo son el azul y el oro, y su logo son las iniciales UM (acrónimo de Universidad de México). El equipo tiene un sistema de producción de jugadores que permite entrenar a niños desde 6 años de edad, por lo que tiene presencia en todas las categorías de fútbol americano amateur, incluyendo infantiles y juveniles.

## Historia

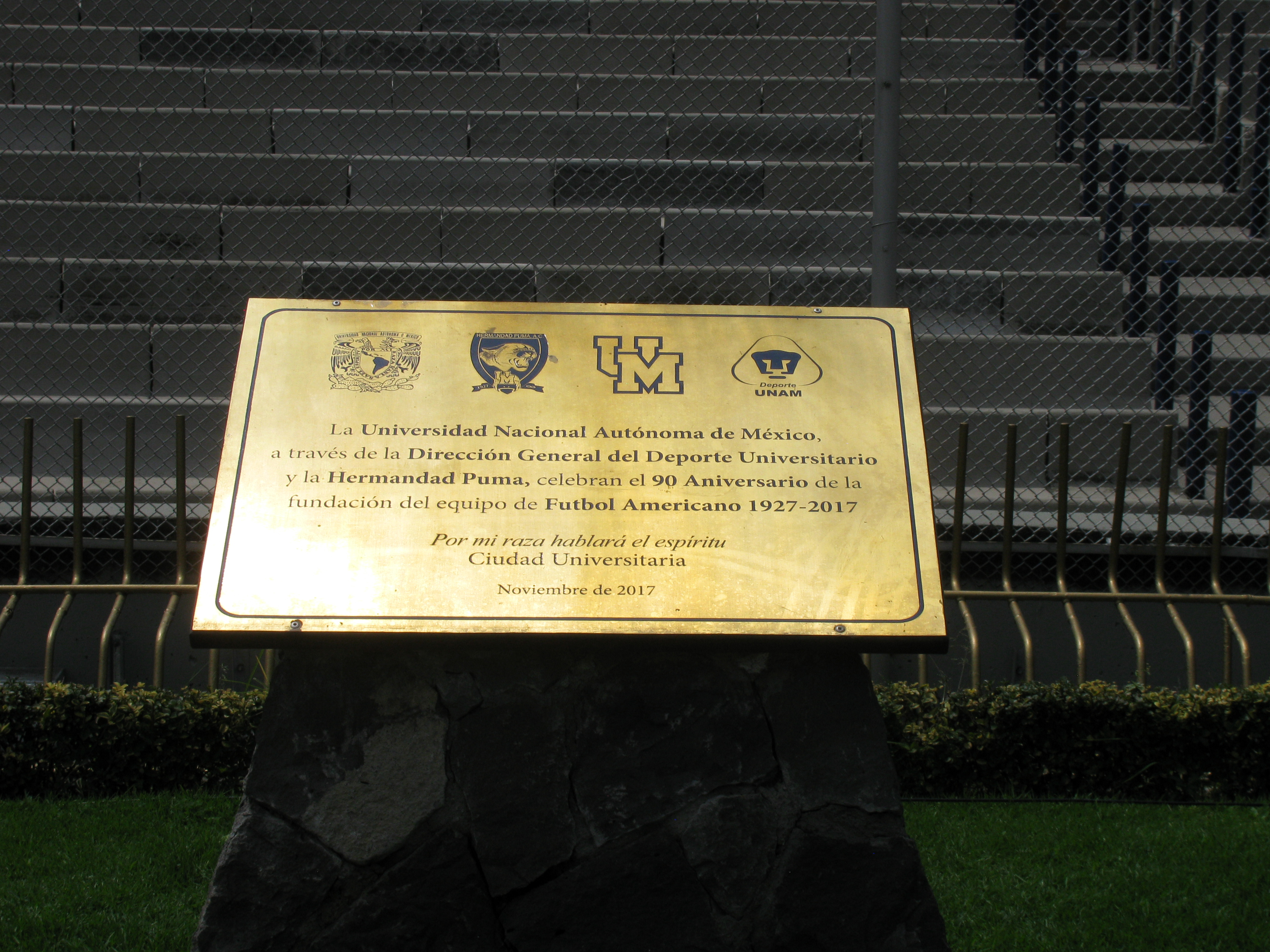
Placa conmemorativa del 90 aniversario del equipo en el Estadio Olímpico Universitario, Ciudad de México.

### Era de los Hermanos Noriega: Primer periodo dorado
El fútbol americano fue practicado en la UNAM desde su primera re-fundación en 1910, siendo promovido principalmente por los jóvenes profesores que regresaban de Estados Unidos luego de realizar sus estancias de posgrado; un caso representativo fue Gonzalo “Chalo” Cordero, que después de concluir sus estudios en Educación Física en E.U. introdujo en la Universidad el fútbol americano, el basquetbol, el bádminton, y el sóftbol. 
En esa época se crearon algunos equipos de FBA formados por entusiastas que celebraban juegos entre ellos de una manera aún no plenamente organizada. Bajo esta modalidad, en la UNAM se establecieron varios equipos, los cuales vestían los colores de ciertos equipos universitarios de Estados Unidos. En 1927 un grupo de estudiantes encabezados por los hermanos Alejandro y Leopoldo Noriega, fundaron un equipo con los colores azul y dorado de los Irlandeses Peleadores de la Universidad de Notre Dame, sin la ayuda formal de ninguna institución. Ese mismo año, el periodista estadounidense Arthur Constantine gestionó un patrocinio del petrolero Harry Ford Sinclair para sufragar los gastos del equipo incluyendo el salario de los entrenadores, que hubo que traer de Estados Unidos. Informalmente, la escuadra era llamada "Osos".
En 1929, el equipo de los Hermanos Noriega dio un partido de exhibición contra el Mississippi College de EE. UU., con la presencia del entonces Presidente de la República, Emilio Portes Gil, en las instalaciones deportivas del Parque Venustiano Carranza. El equipo estaba integrado por Gilberto Pineda, Manuel Landa, Manuel Estañol y los hermanos Noriega, entre otros. No obstante que fueron derrotados, el deporte de las tackleadas y el equipo empezaron a crear cierta simpatía entre los jóvenes estudiantes de aquella época. Al equipo se le nombró entonces la "Horda Dorada".
En 1930, Arthur Constantine organizó el primer campeonato formal, pero el equipo de los hermanos Noriega no asistió al torneo sino hasta 1931. Ya con algún apoyo institucional, la Horda Dorada representó a la Universidad dando inicio a una tradición y leyenda que continúa perdurando hasta nuestros días.
En 1933 el exjugador de Yale y miembro del salón de la fama Reginald Root, entrenó y llevó al equipo a su primer campeonato y sentó las bases para un dominio que duraría 12 años consecutivos. A la postre Reginald Root sería entrenador del equipo de la Universidad de Yale. Los otros entrenadores de este periodo fueron Converse Killculler, Millard "Dixie" Howell -All American que en 1937 sería ganador del campeonato de la NFL con los Washington Redskins como jugador-, Charlie B. Marr -último entrenador que recibió apoyo de la Sinclair Oil Company-, Gonzalo Flores, Ernesto Navas y Bernard A. Hoban. 
La Liga Mayor apareció en 1936, año en el que también nació el Instituto Politécnico Nacional (IPN) y con él, su equipo representativo, los Burros Blancos, que al paso del tiempo se convertirían en el rival tradicional de los universitarios. La inesperada derrota en el primer enfrentamiento contra el IPN contribuiría mucho a esta rivalidad. Fue la única derrota del equipo contra adversarios mexicanos en tres años y no fue sino hasta 1939 cuando el equipo volvió a conocer otra derrota.

### Era deRoberto "Tapatío" Méndez: segundo periodo dorado
De 1941 a 1945 Bernard A. Hoban fue el Entrenador universitario, pero en 1942 tuvo dificultades para viajar a México, ya que era la época en que Estados Unidos se encontraba inmerso en la Segunda Guerra Mundial. Ese año, un joven exjugador del equipo llamado Roberto Méndez y apodado el "Tapatío" ocupó de manera interina el puesto de Hoban y llevó a la Horda Dorada a su 10° campeonato nacional. En 1943 Hoban regresó pero al final de la temporada del 45 anunció su retiro del equipo. Ese año la dinastía de la UNAM cayó a manos del IPN, que obtuvo así el primer campeonato de su historia: el enfrentamiento entre ambas escuadras, representativas de las dos mayores instituciones educativas del país, se consolidó como "El Clásico", es decir, el partido más esperado de la temporada. 

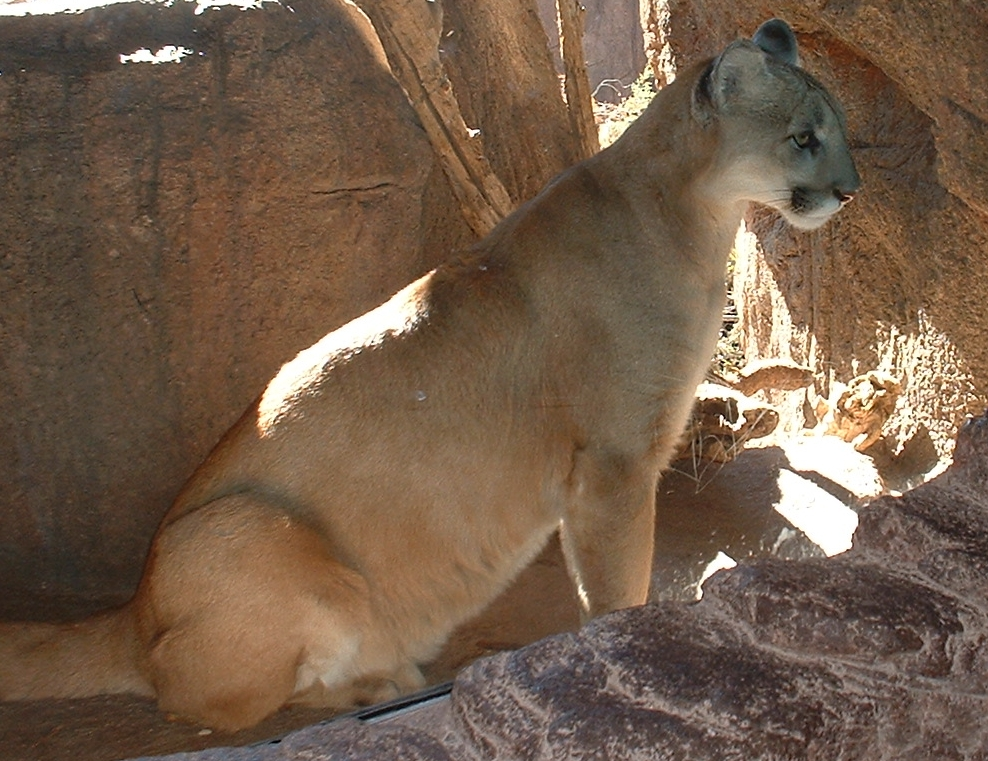
Roberto "Tapatío" Méndez eligió al Puma como mascota oficial de los equipos atléticos de la UNAM en 1942.

Desde 1946 y hasta 1964 asumió el liderazgo Roberto "Tapatío" Méndez, legendario entrenador que fuera 9 veces campeón, y quien en su primer año (1942, siendo interino) escogió el mote de "Pumas" por ser un predador que reúne las características ideales que se buscan en un jugador, además de que es un felino propio de América con amplia presencia en México. Esta fue una época muy productiva para el equipo universitario, pero sobre todo para el deporte de las tacleadas, pues alcanzó su máximo apogeo: el interés del público alcanzó niveles muy altos, los estadios se llenaban y son comunes las anécdotas de personas pernoctando a las puertas de los estadios para asegurar un buen lugar. También fue la época de creación de las porras como la Goya y el Pimpiririm pimpim.
1952 resultó un año importante para el Fútbol Americano de México y para la UNAM. Ese año sería la cima de aquella "Época Dorada" y la UNAM vivió momentos históricos con la inauguración de su nuevo Campus, la Ciudad Universitaria, en el sur de la Ciudad de México, un orgullo arquitectónico aun en nuestros días. El nuevo Estadio de CU, un escenario de 68,900 plazas, fue la sede de la temporada y en su inauguración oficial casi 90,000 personas abarrotaron cada espacio disponible para presenciar el Clásico, : Los "Pumas" perdían 14-19 en los últimos segundos, cuando un pase "pantalla" a Juan Romero dio la vuelta al encuentro, que finalizó 20-19 a favor de los Pumas. 
En 1953 la UNAM no participó en el campeonato nacional por discrepancias con la Liga respecto a la elegibilidad de algunos jugadores. El Clásico no se celebró, por primera vez desde 1936. En 1955 sólo hubo dos participantes: la UNAM y el IPN, que jugaron tres veces y en las tres ocasiones cayeron los Pumas, entre ellas está la derrota con marcador más abultado en los Clásicos: 0-39. En 1958, con la división de los equipos del IPN, los Burros Blancos serían la selección de su institución y el Clásico, pasó a ser un Tazón de fin de temporada.
De 1962 a 1964 fueron años malos para los Pumas de la Universidad. Las tres fueron temporadas perdedoras, aun cuando dos de los tres Clásicos los ganó la Universidad. La temporada de 1964, algo menos desafortunada que la anterior, terminó con una victoria de 18-14 en el Clásico; sería este el último año en la carrera como entrenador de Roberto "Tapatío" Méndez, que terminaba su contrato con la UNAM. La victoria en el Clásico frente a un rival francamente superior fue el tributo final de sus jugadores al querido "Tapa", quien llevó a los Pumas al campeonato en la mitad de los años en que fue timonel del equipo.

### Era deManuel Neriy "El Juego de las Antorchas Apagadas"
Un nuevo Primer Entrenador fue nombrado en 1965: Manuel Neri Fernández, quien había formado parte desde años atrás del personal del "Tapatío" Méndez. Deportivamente, la temporada Puma mejoró notablemente, al grado que la UNAM llegó a un paso, o quizás más precisamente, a segundos de un nuevo campeonato. Los segundos que separaron a los Pumas del campeonato fueron los momentos finales del juego contra el Poli Guinda el 20 de noviembre, un partido que se recuerda aun como "El Juego de las Antorchas Apagadas". El ganador sería el campeón y el Poli Guinda se encontraba arriba en el marcador, faltando poco más de un minuto de juego. Un pase largo a Alfredo "Araña" González consiguió la anotación Puma. El marcador se empató a 13, pero eso era suficiente para dar el campeonato a la UNAM, ya que el Poli Guinda había perdido con sus hermanos de institución unas semanas antes. Las antorchas se prendieron en el lado universitario, para festejar el campeonato. Poli Guinda regresó el kickoff hasta su yarda 25, con 40 segundos por jugar. La defensiva universitaria los regresó siete yardas en las tres siguientes jugadas. Último down, 17 yardas por avanzar en la yarda 18 del IPN; Eliud Dávila, QB, intentó un milagro y quitándose defensivos Pumas lanzó un pase a Omar Fierro, diez yardas adelante. Fierro esquivó una y otra vez tacleadores universitarios y, cruzando de banda a banda tres veces, escapó las 70 yardas que lo separaban de las diagonales. Las antorchas comenzaron a apagarse del lado Puma, que prorrumpió en un grito de esperanza: "Mercado... Mercado...", pidiendo uno más de los regresos milagrosos del pequeño corredor universitario. Jorge Mercado tomó el kickoff y escapó... 70 yardas, insuficientes para la victoria. Las antorchas se apagaron y se encendieron otras en la tribuna politécnica.
Un año después, en 1966, comenzó el regreso Puma, con el equipo universitario ganando todos sus encuentros para declararse Campeón una vez más, después de cuatro años de angustias. Pero fue hasta 1967 cuando la UNAM presentó uno de los equipos más fuertes de su historia, que dominó a todos sus oponentes. En 1968 los acontecimientos políticos, con el movimiento estudiantil y la desproporcionada represión de la administración Díaz Ordaz determinó que por primera y única vez la temporada fuera suspendida. En 1969, como opción para salvar al Fútbol Americano, se creó la Liga Nacional Colegial, con la consigna de dividir en tres la representación de politécnicos y universitarios. La UNAM intentó escapar a esa medida, que significaba la desaparición de los Pumas. Sin embargo, no podría mantenerse la decisión de no perder la unidad del equipo. Los tiempos habían cambiado y el riesgo era que el Fútbol Americano de México se extinguiera poco a poco. Era el fin de una época.

### Era de la Selección Universitaria en la ONEFA y del entrenador Diego Leonardo García Miravete.
En el año de 1970, debido al crecimiento del deporte, la UNAM dividió a Pumas en 3 equipos: Cóndores, Águilas Reales y Guerreros Aztecas. Obtiene los nombres del ESCUDO OFICIAL que utiliza la UNAM. El Cóndor, el Águila Real y el Guerrero Azteca, años después al desarrollarse la llamada FES Acatlán, se añade un equipo representativo más denominado Osos de Acatlán. A partir del año 1970 y hasta que la UNAM reestructura nuevamente el deporte del football americano, la SELECCIÓN UNIVERSTARIA DE LOS PUMAS se compone en base al equipo que mejores resultados haya presentado en la temporada, y el entrenador en jefe es el mismo entrenador en jefe del equipo mejor posicionado. La selección de jugadores la hace el HEAD COACH seleccionado, siendo la base de los seleccionados pumas y adicionalmente,  escogía a los mejores jugadores de cada equipo representativo de la UNAM. 
La Selección Puma que ya incluía a los jugadores de todos los equipos representativos de liga mayor, se enfrentaba a la Selección del IPN en el tradicional juego llamado "Clásico Estudiantil de México Poli-Universidad" el cual, era uno de los grandes atractivos del deporte de las tackleadas en México. El equipo que mayormente fue la base de las selecciones pumas, por sus DIEZ campeonatos ganados, y por ser el equipo que mejores resultados obtuvo siempre, lo fue el de Cóndores, y la mayor parte de seleccionados universitarios que conformaron a la Selección Puma, fueron las escuadras dirigidas por el Primer Entrenador Diego Leonardo García Miravete. 
La UNAM distinguió a los integrantes de la selección de los equipos representativos, otorgándoles el ANILLO PUMA, siempre y cuando, hubieran sido seleccionados por los menos, cuatro años de los cinco de elegibilidad activa que tenían. El anillo puma es, la presea más anhelada de todo seleccionado que ha representado en el deporte de las tackleadas a la UNIVERSIDAD NACIONAL AUTÓNOMA DE MÉXICO. 
La reestructura de esos años del deporte del football americano, da oportunidad a más estudiantes de las diversas Facultades de la Máxima Casa de Estudios de jugar dicho deporte, y por ello, escogen los nombres de los equipos del ESCUDO UNIVERSITARIO, sin embargo, todos utilizaban los distintivos oficiales de la UNAM, tanto el grito de guerra deportivo conocido como "GOYA" como los himnos universitarios, tanto el oficial como el que fue el antecedente con la música del equipo de Notre Dame, canto llamado "Armados de Gran Valor".  En la reestructura oficial llevada a cabo por la Dirección General de Actividades Deportivas de la UNAM, se reconoce como PUMAS a todos los equipos representativos, indistintamente, del nombre que les hayan dado basado en el Escudo Universitario Oficial. Y participan como SELECCIÓN PUMA igualmente sucede con el IPN, que forma sus equipos representativos y participan como SELECCIÓN IPN BURROS BLANCOS. 
La participación en la categoría de LIGA MAYOR de los PUMAS DE LA UNAM ha sido continua, durante el tiempo en que han participado en la liga, sólo dejaron de participar en 1968 y 1969, debido a los problemas políticos que enfrentó el país, en esos momentos, habiendo disturbios estudiantiles de tipo político, no se autorizaron las temporadas, sin embargo, la Selección Puma de 1970, logra llenar el Estadio Azteca por vez primera, en un lleno impresionante, al enfrentarse a la Selección del IPN y gana con un marcador 24-13 a los del IPN https://www.youtube.com/watch?v=Kmr9Y0qXl5c&t=125sDesde esa fecha no han dejado de participar como equipo representativo y como SELECCIÓN PUMA de la UNAM. . Durante este periodo, Pumas obtuvo 11 Clásicos sobre el Politécnico, siendo dirigidos en 7 de esas ocasiones por el entrenador Diego Leonardo García Miravete. Este entrenador también destacó por ser el entrenador de Cóndores, llevándolos a 9 de sus 10 campeonatos nacionales, algunos de ellos conseguidos con récord invicto.
Con la primera reestructura del football americano de la UNAM,  la mayor parte de jugadores Pumas se integra mayormente al equipo de los Cóndores, quienes representaron indiscutiblemente en su participación deportiva,  la tradición y orgullo de representar a la Universidad, de tal modo que dicho equipo fue identificado como el original durante todos esos años. Los colores escogidos por el equipo representativo de Cóndores utilizaron los colores: negro y oro. El logotipo, los colores y las siglas. eran similares a las de los Búfalos de Colorado University, en agradecimiento por las clínicas deportivas que le habían dado a la Universidad. En 1978, la UNAM creó dos equipos más en otros campus: Osos de Acatlán y Huracanes de Aragón.

### Era de los entrenadores José Juan ‘Chac’ Sánchez, Leopoldo Vázquez Mellado, Julio González, Gerardo Orellana, Arturo Alonso y Raúl García
Terminado el tiempo del entrenador Diego Leonardo García Miravete con los Cóndores, y siendo sustituido por otros entrenadores, la mayor parte de los entrenadores en jefe de Cóndores (José Juan Sánchez, Leopoldo Vázquez Mellado y Gerardo Orellana) siguen siendo entrenadores en jefe tanto de Cóndores, como de la Selección Puma, y salvo Julio González que jugó con Guerreros Aztecas, se puede decir, que Cóndores aporta a los Pumas con la consolidación de los equipos la mayor parte de sus jugadores al equipo representativo de la UNAM. 
La incorporación de nuevos equipos a la liga, empieza a desarrollar mayor esfuerzo en la competencia deportiva, surgen nuevos equipos representativos de la Máxima Casa de Estudios, como los Osos de la ENEP ACATLÁN, hoy FES ACATLÁN, y los Huracanes de la ENEP IZTACALA hoy FES IZTACALA, los Osos a cargo de Arturo Alonso, ex cóndor y seleccionado puma durante toda su carrera deportiva, y los Huracanes a cargo del entrenador Eduardo Lozada, en su momento, también aportaron algunos jugadores a la SELECCIÓN PUMA DE LA UNAM.
Después de 28 años con este sistema, en 1998, debido a la falta de presupuesto y competitividad de los múltiples equipos localizados en Ciudad Universitaria, Cóndores, Águilas Reales y Guerreros Aztecas volvieron a unirse para formar al equipo de Pumas distinguido con las siglas CU (que quieren decir CAMPUS UNAM del Pedregal) y el logotipo que utilizan en el casco es el de UM (Universidad de México) y el casco es oro, identificándolos también como Pumas Oro, los colores que usan como uniforme son los representativos de la UNAM ya que son colores oficiales de acuerdo a los emblemas universitarios autorizados oficialmente, es decir, el  azul y oro.   
El otro equipo representativo que surge de la reestructura efectuada por la Dirección General de Actividades Deportivas y Recreativas de la UNAM, es el del Campus de la FES ACATLÁN, que se ubica en la zona Norte de la CDMX. Y sus colores son el azul y oro, y los usan invertidos generalmente, sobre todo cuando jugaban entre sí. La diferencia es el color de los cascos, para los del Pedregal son color oro, y para los del Norte son color azul, y ambos con el logotipo "UM". 
Desde su aparición en la liga mayor de la ONEFA, el equipo de los Pumas CU han tenido dificultades para alcanzar el nivel que tenían hasta antes de 1970, y su presencia en la liga ya no es tan sobresaliente como solía serlo en la época de Cóndores. No obstante, por su tradición y entereza deportiva, es el equipo con más seguidores, y siempre representa un firme obstáculo para sus contrarios. Con la aparición de nuevos equipos los pumas de la UNAM dejaron de ser hegemónicos en el football americano de México, y es el momento en que surgen nuevos antagonismos deportivos, contra otros equipos que fueron cobrando relevancia en el panorama deportivo. En las últimas temporadas ha nacido un nuevo antagonismo con los equipos del Tecnológico de Monterrey (ITESM), principalmente con los Borregos Salvajes Mty y los Borregos CEM, Aztecas de la UDLA, que si bien no ha desplazado al IPN como mayor rival, han cambiado dramáticamente el panorama tradicional de equipos favoritos en la liga mayor.
En la cronología del equipo ya unificado como Pumas CU (Campus UNAM SUR) A pesar de que a partir del año 2006 el equipo había tenido un repunte de nivel, siendo un serio protagonista de los playoffs en el 2006 y 2007, en el 2008 los Pumas CU, no estuvieron en la Conferencia de los 12 Grandes que disputa el Campeonato Nacional, debido a cambios en el sistema de competencia promovidos por los directivos de la Universidad. No obstante que en esa temporada no se pudo medir con las escuadras del Tecnológico de Monterrey ni con la UANL, los Pumas demostraron tener un alto nivel de competencia, sin embargo, por los problemas entre las instituciones oficiales que conformaban la ONEFA, y la integración de instituciones privadas que se adhirieron a la liga, surgen diferencias en cuanto a la forma de reclutamiento de los jugadores, y se separan las instituciones oficiales, de las privadas que crearon una nueva liga de categoría mayor en México.  
A pesar de no haber alcanzado aun el gran nivel de antaño, los Pumas CU han tenido ocasión de jugar algunos de los partidos más importantes y emotivos de su historia. Probablemente uno de los casos más representativos fue el enfrentamiento en 2007 contra las Águilas Blancas del IPN: con una voltereta increíble en el último cuarto, los Volátiles de Santo Tomás vinieron de atrás para derrotar 21-28 al equipo de CU, en un juego de playoffs disputado en el Estadio Olímpico Universitario. El QB del Politécnico, Alfredo Lee, con 2 minutos restantes y perdiendo 21-10, vino primero con pase de 30 yardas a Luis Quiñones, y minutos más tarde con envío de cinco yardas a Hugo Canseco para darle la vuelta al marcador 21-22. Con 50 segundos en el reloj, la UNAM intentó llevar el ovoide a distancia de gol de campo, que les permitiría sacar el triunfo dramáticamente y avanzar a la semifinal, pero en su desesperación por conseguir la victoria, el pasador Francisco Alonso cometió un error y José Luis Esteba le interceptó el pase para devolverlo 64 yardas y sellar la sorprendente victoria del Instituto Politécnico Nacional. Un año más tarde, Universidad tuvo ocasión de subsanar esta dolorosa derrota. 
En la temporada 2008, la Horda Dorada salió invicto ante los cuadros de la Conferencia del Centro, coronándose como el primer campeón de la Conferencia del Centro (CONCEN) el sábado 29 de noviembre del 2008, en una final ante las Águilas Blancas del IPN en el Estadio Olímpico Universitario. Los Felinos abrieron el marcador en el cuarto inicial con un certero pase de Francisco Alonso de 21 yardas para José Ángel López. En la primera serie ofensiva del tercer cuarto, ampliaron la ventaja con otro envío de Alonso para Marco Medinabeitia, de 38 yardas. Ya en el último cuarto, Mauricio Morales hizo un gol de campo de 23 yardas para sellar el definitivo 17-0. Video resumen de la final 2008 en Youtube
En la temporada 2009 Pumas CU perdió la Final de la Conferencia del Centro con los Auténticos Tigres, ante un lleno espectacular del Estadio Universitario de Nuevo León. 
Para el año 2010, se dio la revancha entre Pumas y los  escuadra de la UANL en el partido final de la temporada; esta vez como locales en el Estadio Olímpico Universitario, a los que derrotaron por un marcador de 31-21, alzando por segunda ocasión el campeonato de la Conferencia del Centro, siendo este su vigésimo cuarto campeonato en su historia. Un año después, en 2011 se repetiría por tercera vez la final entre Pumas y Auténticos Tigres, pero esta vez los regios se llevaron el campeonato por un apretadísimo margen de 16-15.
Un año después los pumas de la UNAM lograron la revancha a vencer a domicilio a los auténticos tigres.
Al año siguiente en 2014 consiguiendo el bicampeonato en casa venciendo 21-14 a los de Nuevo León.

## Campeonatos Nacionales y Clásicos
De 1933 a 1967 Pumas UNAM obtuvo 22 campeonatos nacionales, lo que lo convierte en el equipo con más campeonatos ganados en la historia. Ya como Pumas CU, en el 2008 y 2010 obtuvo el campeonato de la Conferencia del Centro. En los años 2013, 2014 y 2017, Pumas CU consiguió nuevamente el título nacional. Sus campeonatos y entrenadores fueron los siguientes (incluye los campeonatos obtenidos como Pumas UNAM): 
| Edición | Año  | Marcador         | Edición | Año  | Marcador         | Edición | Año      | Marcador         |
| ------- | ---- | ---------------- | ------- | ---- | ---------------- | ------- | -------- | ---------------- |
| I       | 1936 | UNAM 00 - 06 IPN | XXV     | 1954 | UNAM 19 - 32 IPN | XLIX    | 1981     | UNAM 20 - 23 IPN |
| II      | 1936 | UNAM 14 - 06 IPN | XXVI    | 1954 | UNAM 34 - 12 IPN | L       | 1984     | UNAM 10 - 21 IPN |
| III     | 1937 | UNAM 38 - 07 IPN | XXVII   | 1955 | UNAM 00 - 21 IPN | LI      | 1985     | UNAM 24 - 21 IPN |
| IV      | 1938 | UNAM 06 - 00 IPN | XXVIII  | 1955 | UNAM 12 - 26 IPN | LII     | 1986     | UNAM 24 - 20 IPN |
| V       | 1939 | UNAM 20 - 00 IPN | XXIX    | 1955 | UNAM 00 - 39 IPN | LIII    | 1987     | UNAM 10 - 24 IPN |
| VI      | 1939 | UNAM 18 - 00 IPN | XXX     | 1956 | UNAM 17 - 00 IPN | LIV     | 1988     | UNAM 15 - 31 IPN |
| VII     | 1940 | UNAM 00 - 13 IPN | XXXI    | 1956 | UNAM 07 - 27 IPN | LV      | 1990     | UNAM 27 - 23 IPN |
| VIII    | 1940 | UNAM 12 - 12 IPN | XXXII   | 1957 | UNAM 14 - 06 IPN | LVI     | 1991     | UNAM 26 - 21 IPN |
| IX      | 1941 | UNAM 12 - 00 IPN | XXXIII  | 1957 | UNAM 19 - 19 IPN | LVII    | 1992     | UNAM 13 - 38 IPN |
| X       | 1941 | UNAM 13 - 13 IPN | XXXIV   | 1959 | UNAM 12 - 20 IPN | LVIII   | 1993     | UNAM 06 - 22 IPN |
| XI      | 1942 | UNAM 13 - 00 IPN | XXXV    | 1960 | UNAM 07 - 13 IPN | LIX     | 1994     | UNAM 16 - 13 IPN |
| XII     | 1943 | UNAM 12 - 07 IPN | XXXVI   | 1961 | UNAM 07 - 06 IPN | LX      | 1995     | UNAM 27 - 20 IPN |
| XIII    | 1944 | UNAM 06 - 06 IPN | XXXVII  | 1962 | UNAM 13 - 07 IPN | LXI     | 1996     | UNAM 39 - 45 IPN |
| XIV     | 1944 | UNAM 08 - 00 IPN | XXXVIII | 1963 | UNAM 00 - 33 IPN | LXII    | 1997     | UNAM 18 - 23 IPN |
| XV      | 1945 | UNAM 06 - 00 IPN | XXXIX   | 1964 | UNAM 18 - 14 IPN | LXIII   | 2001     | UNAM 31 - 03 IPN |
| XVI     | 1945 | UNAM 07 - 27 IPN | XL      | 1967 | UNAM 36 - 00 IPN | LXIV    | 2002     | UNAM 28 - 26 IPN |
| XVII    | 1945 | UNAM 12 - 13 IPN | XLI     | 1970 | UNAM 24 - 13 IPN |         | 2013*    | UNAM 48 - 14 IPN |
| XVIII   | 1946 | UNAM 29 - 13 IPN | XLII    | 1971 | UNAM 17 - 07 IPN |         | 2014*    | UNAM 27 - 16 IPN |
| XIX     | 1947 | UNAM 32 - 14 IPN | XLIII   | 1972 | UNAM 03 - 20 IPN |         | 2016*    | UNAM 34 - 10 IPN |
| XX      | 1948 | UNAM 21 - 13 IPN | XLIV    | 1973 | UNAM 13 - 19 IPN |         | 2017*    | UNAM 24 - 23 IPN |
| XXI     | 1949 | UNAM 07 - 32 IPN | XLV     | 1975 | UNAM 27 - 35 IPN |         | 2015*    | UNAM 30 - 0 IPN  |
| XXII    | 1950 | UNAM 26 - 39 IPN | XLVI    | 1976 | UNAM 34 - 07 IPN |         | 2017* SF | UNAM 23 - 19 IPN |
| XXIII   | 1951 | UNAM 43 - 00 IPN | XLVII   | 1977 | UNAM 15 - 07 IPN |         | 2018*    | IPN 7 - 33 UNAM  |
| XXIV    | 1952 | UNAM 20 - 19 IPN | XLVIII  | 1978 | UNAM 13 - 10 IPN |         | 2018* SF | UNAM 11 - 14 IPN |

 * Resultados entre equipos de los campus UNAM CU e IPN Zacatenco, no entre selecciones institucionales. 

## Estadísticas

### Entrenadores, Temporadas y récords
| Temporadas, Entrenadores y récords | Temporadas, Entrenadores y récords | Temporadas, Entrenadores y récords |
| Temporada                          | Entrenador                         | JG - JP - JE*                      |
| ---------------------------------- | ---------------------------------- | ---------------------------------- |
| 1927-33                            | Reginald Root                      | ?                                  |
| 1934                               | Converse Killculler                | ?                                  |
| 1935                               | Millard Howell                     | ?                                  |
| 1936                               | Charlie B. Marr                    | 4-2-0                              |
| 1937                               | Charlie B. Marr                    | 4-3-0                              |
| 1938                               | Gonzalo Flores                     | 4-1-0                              |
| 1939                               | Ernesto Navas                      | 5-1-0                              |
| 1940                               | Ernesto Navas                      | 5-1-1                              |
| 1941                               | Bernard Hoban                      | 5-1-1                              |
| 1942                               | Roberto Méndez                     | 4-0-0                              |
| 1943                               | Bernard Hoban                      | 4-1-0                              |
| 1944                               | Bernard Hoban                      | 5-1-1                              |
| 1945                               | Bernard Hoban                      | 6-2-0                              |
| 1946                               | Roberto Méndez                     | 6-2-0                              |
| 1947                               | Roberto Méndez                     | 5-3-0                              |
| 1948                               | Roberto Méndez                     | 4-2-0                              |
| 1949                               | Roberto Méndez                     | 5-5-0                              |
| 1950                               | Roberto Méndez                     | 3-5-1                              |
| 1951                               | Roberto Méndez                     | 3-2-0?                             |
| 1952                               | Roberto Méndez                     | 6-2-0                              |
| 1953                               | Roberto Méndez                     | 4-2-0                              |
| 1954                               | Roberto Méndez                     | 7-2-0                              |
| 1955                               | Roberto Méndez                     | 2-5-1                              |
| 1956                               | Roberto Méndez                     | 7-2-0                              |
| 1957                               | Roberto Méndez                     | 5-5-1                              |
| 1958                               | Roberto Méndez                     | 3-5-0                              |
| 1959                               | Roberto Méndez                     | 3-5-1                              |
| 1960                               | Roberto Méndez                     | 3-7-0                              |
| 1961                               | Roberto Méndez                     | 5-5-0                              |
| 1962                               | Roberto Méndez                     | 2-8-0                              |
| 1963                               | Roberto Méndez                     | 2-8-0                              |
| 1964                               | Roberto Méndez                     | 2-6-0                              |
| 1965                               | Manuel Neri                        | 4-3-0                              |
| 1966                               | Manuel Neri                        | 6-2-0                              |
| 1967                               | Manuel Neri                        | 7-3-0                              |
| 1968                               | Manuel Neri                        | 0-2-0                              |
| 1969                               | Manuel Neri                        | 3-6-0                              |
| 1998                               | José Juan "Chac" Sánchez           | 5-4-0                              |
| 1999                               | Leopoldo Vazques Mellado           | 6-3-0                              |
| 2000                               | Leopoldo Vazques Mellado           | ?                                  |
| 2001                               | Leopoldo Vazques Mellado           | 3-6-0                              |
| 2002                               | Leopoldo Vazques Mellado           | 3-6-0?                             |
| 2003                               | Leopoldo Vazques Mellado           | 2-7-0                              |
| 2004                               | Julio Gonzales                     | 2-7-0                              |
| 2005                               | Gerardo Orellana                   | 4-5-0                              |
| 2006                               | Arturo Alonso                      | 5-4-0                              |
| 2007                               | Arturo Alonso                      | 7-2-0                              |
| 2008                               | Raúl Rivera                        | 8-0-0                              |
| 2009                               | Raúl Rivera                        | 8-1-0                              |
| 2010                               | Raúl Rivera                        | 8-0-0                              |
| 2011                               | Raúl Rivera                        | 8-2-0                              |
| 2012                               | Raúl Rivera                        | 10-3-0                             |
| 2013                               | Raúl Rivera                        | 8-1-0                              |
| 2014                               | Raúl Rivera                        | 9-0-0                              |
| 2015                               | Raúl Rivera                        | 7-2-0                              |
| 2016                               | Otto Becerril                      | 6-6-0                              |
| 2017                               | Otto Becerril                      | 9-1-0                              |

* Juegos Ganados - Juegos Perdidos - Juegos Empatados (incluye juegos internacionales) Fuente: Morales T. A., "Pumas Universidad 1927-1969", Ed. Cosmos, México 1979. 